# Lili bárónő
A Lili bárónő Huszka Jenő népszerű operettje, háromfelvonásos mű.

## Szereplők
- Malomszeghy Lili bárónő
- Illésházy László gróf
- Malomszeghy Ernő báró, Lili apja
- Sasváry Clarisse, művésznő
- Galambos Frédi, Lili udvarlója
- Illésházy Agatha grófnő
- Illésházy Krisztina grófnő
- Becsei, tiszttartó
- József, komornyik

## Cselekménye
- Helyszín: Illésházy kastélyban, kertjében, lóversenypályán
- Idő: 20. század eleje

### Első felvonás
Az elszegényedett, eladósodott Illésházy László gróf eladja családi kastélyát az újgazdag, nemesi címét pénzért vásárló Malomszeghy bárónak. A távozni készülő grófot a kastély új tulajdonosai komornyiknak nézik, és Illésházy belemegy a játékba, mivel első látásra elbűvöli Lili, Malomszeghy báró lánya.

### Második felvonás
Illésházy és Lili egymásba szeretnek, azonban ez nem tetszik sem Frédinek, Lili udvarlójának, sem Clarisse-nak, Illésházy régi szerelmének. Clarisse bosszúból elmondja Lilinek, hogy a „komornyik” a kastély előző ura. Illésházynak távoznia kell a birtokról, Lili pedig elhatározza, hogy hozzámegy Frédihez.

### Harmadik felvonás
Lóversenyt rendeznek, ahol Lili lova, Tündér a nagy esélyes. A zsoké nem jelenik meg, de Illésházy átveszi a helyét és megnyeri a versenyt. Illésházy szerelmet vall Lilinek és végül egymáséi lesznek, Clarisse pedig Frédivel távozik.

## Operettslágerek
- Cigaretta-keringő
- Egy férfi képe
- Gyere csókolj meg szaporán tubicám
- Itt állunk ketten
- Tündérkirálynő légy a párom

## Bemutatók
1990 – Debrecen, 1998 – Szeged, 2002 – Szolnok és Sopron, 2004 – Kaposvár, 2005 – Budapest, 2009 – Kolozsvár, Románia, 2013 - Miskolc, 2015 - Cervinus Teátrum (Szarvas), 2015 - Vác, 2016 – Eger, 2017 – Szolnok, 2021 – Veszprém

## Megfilmesítések
- 1975: Lili Bárónő , rendező: Kalmár András[3]

## Külső hivatkozások
- Huszka Jenő : Lili bárónő - Budapesti Operettszínház (magyarul)